# 간다역 (도쿄도)
간다역(일본어: 神田駅 간다에키[*])은 일본 도쿄도 지요다구에 있는 동일본 여객철도와 도쿄 메트로의 철도역이다. JR 역사 부역명은 어스 제약 본사 앞이다.

## 역 구조

### 동일본 여객철도
3면 6선의 섬식 승강장이 있는 고가역이며, 역 구내로 도호쿠 신칸센의 선로가 통과한다.
개찰구는 남북으로 2개소가 있으며, 북측 개찰구는 동출입구와 북출입구에서, 남측 개찰구는 서출입구와 남출입구에서 이용 가능하다. 긴자 선으로 갈아타기 위해서는 북출입구를 이용하도록 안내되고 있다. 간다역에 내려서 간다묘진을 가려면 열심히 걷고 또 걸어야 한다.
현재는 도호쿠 종관선 공사로 인하여 남출입구의 간다카나모노도리에 인접한 출입구가 폐쇄되어 있다.
| 1 | 게이힌 도호쿠 선 | 도쿄 · 시나가와 · 요코하마 · 오후나 방면                            |
| 2 | 야마노테 선      | 외선 순환 도쿄 · 시나가와 방면                                      |
| 3 | 야마노테 선      | 내선 순환 우에노 · 이케부쿠로 방면                                  |
| 4 | 게이힌 도호쿠 선 | 우에노 · 아카바네 · 오미야 방면                                     |
| 5 | 주오 쾌속선      | 도쿄 행                                                             |
| 6 | 주오 쾌속선      | 신주쿠 · 미타카 · 다치카와 · 하치오지 · 다카오 · 오쓰키 · 오메 방면 |

### 도쿄 지하철
1면 2선의 섬식 승강장이 있는 지하역이다.
시부야 방향과 아사쿠사 방향 둘 다 개찰구가 있으며, 시부야 방향의 개찰구의 통로가 더 좁다.
JR 선으로의 환승은 시부야 방향으로 안내되고 있지만, 통로의 천장이 낮고 폭이 협소하여 이용객이 불편을 겪고 있다. 아사쿠사 방향의 개찰구는 21시에 폐쇄된다.
| 1 | 긴자 선 | 긴자 · 아카사카미쓰케 · 시부야 방면 |
| 2 | 긴자 선 | 우에노 · 아사쿠사 방면              |

## 역 주변
- 아키하바라 전자상가

## 사진

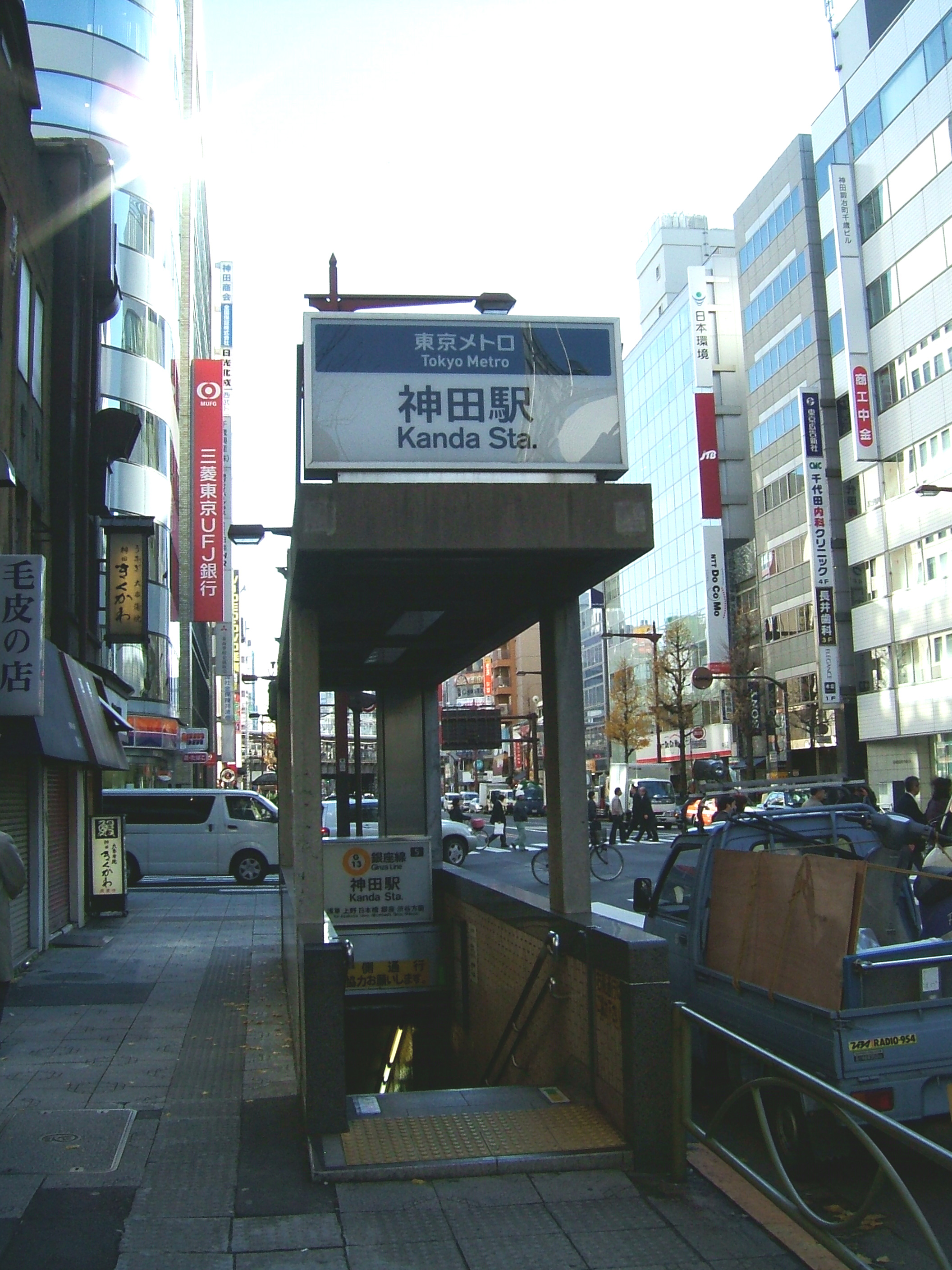
긴자 선 5번 출입구

## 인접역
| 동일본 여객철도 주오 본선    | 동일본 여객철도 주오 본선 | 동일본 여객철도 주오 본선    |
| ---------------------------- | ------------------------- | ---------------------------- |
| JC 01 도쿄 방면              | 주오 쾌속선               | JC 03 오차노미즈 오쓰키 방면 |
| 동일본 여객철도 도호쿠 본선  |                           |                              |
| JK 28 아키하바라 오미야 방면 | 게이힌 도호쿠 선          | JK 26 도쿄 오후나 방면       |
| JY 03 아키하바라 내선 순환   | 야마노테 선               | JY 01 도쿄 외선 순환         |
| 도쿄 메트로 3호선            |                           |                              |
| G12 미쓰코시마에 시부야 방면 | 긴자 선                   | G14 스에히로초 아사쿠사 방면 |